# Григорьев, Евгений Александрович (режиссёр)
Евгений Александрович Григорьев (род 17 марта 1979, дер. Кошуки, Свердловская область, РСФСР, СССР) — кинорежиссёр-документалист, режиссер театра, сценарист, креативный продюсер, президент Гильдии неигрового кино и телевидения России (2012—2016), член Правления Союза Кинематографистов России.

## Биография
Родился 17 марта 1979 г. в деревне Кошуки Свердловской области. Учился на факультете журналистики Уральского государственного университета им. А. М. Горького, работал в Екатеринбурге на телевидении. С 1998 по 2001 год был зам. главного редактора и ведущим программы «Уральское Времечко». В 2001 году переехал в Москву и основал документальный дом «Первое кино».
В 2005 году закончил ВГИК, кафедра режиссуры, мастерская научного фильма В. А. Мана, в 2013 — Школу Театрального Лидера, Центр им. Мейерхольда; в 2014 — Школу-студия МХАТ, магистратура факультета режиссуры, мастерская Кирилла Серебренникова.
В 2013 году был избран Президентом «Гильдии неигрового кино и телевидения», в 2015 году переизбран на этот пост. С ноября 2016 года — вице-президент Гильдии.

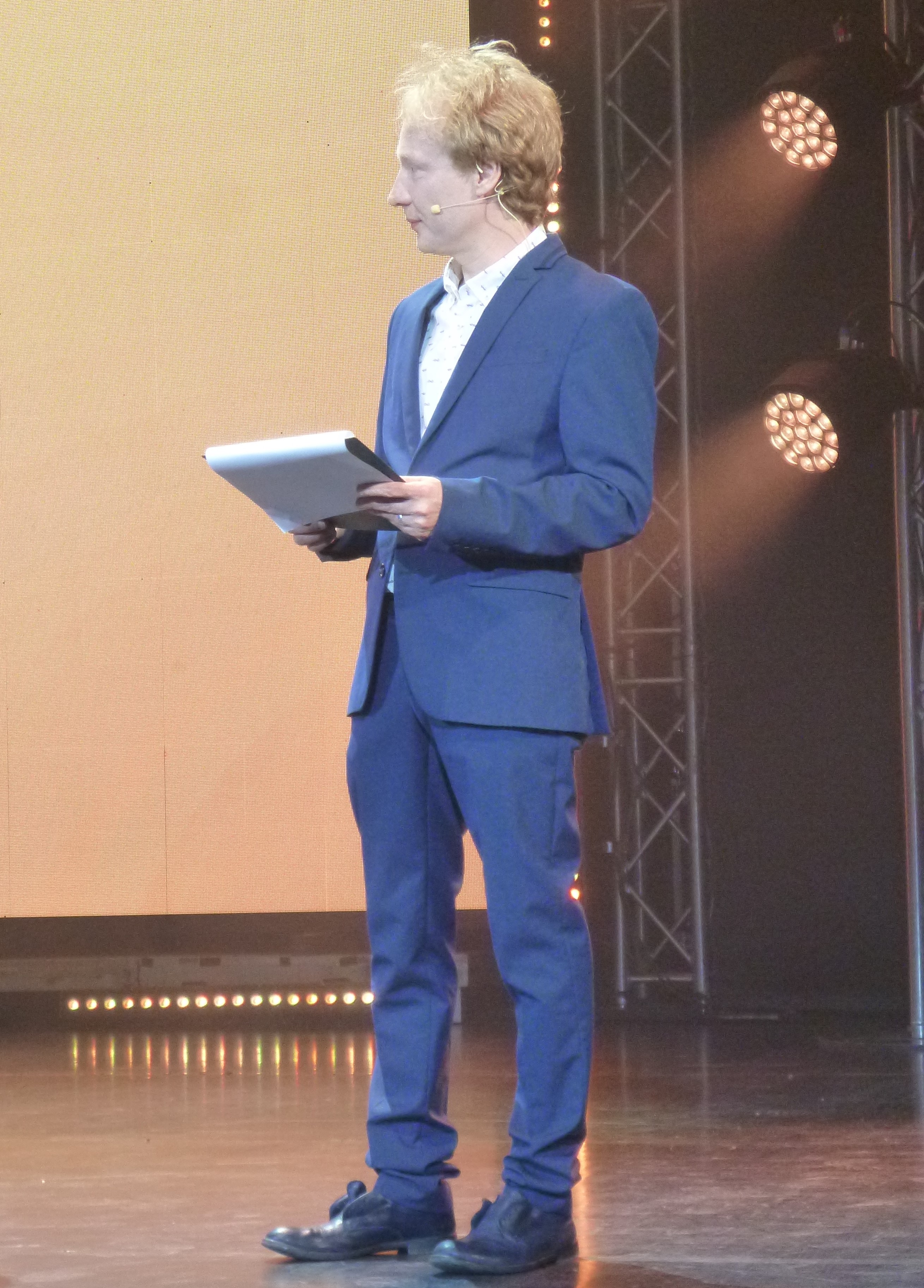
Евгений Григорьев ведет церемонию закрытия кинофестиваля «Одна шестая». Екатеринбург, 17 августа 2022 года

Евгений Григорьев снял 10 кинокартин, поставил 2 спектакля. Снял клипы для музыкальных групп «Смысловые галлюцинации», «ROTOFF» и др.
В 2013 году запустил творческую лабораторию «Код города» — проект, в котором кино о своем городе создают его жители. Сняты фильмы о Первоуральске, Ростове-на-Дону.

## Кинематограф
2001 — режиссер документального фильма «Леха online»
Призы:
- Приз «За лучший дебют» XII фестиваля неигрового кино «Россия», (Екатеринбург 2001);
- Приз студенческого жюри «За лучший фильм ВГИК 2001 года» XXI Международного фестиваля ВГИК;
- Диплом жюри XXI Международного фестиваля ВГИК;
- Специальный приз спонсоров XXI Международного фестиваля ВГИК;
- Диплом «За экранное воплощение любви к герою» IX конкурса студенческих и дебютных фильмов на соискание национальных премий «Св. Анны» 2002;
- Основной приз форума молодого кино «Дебют-кинотавр» 2002 г — Приз кинофестиваля Кинотавр в Сочи «За лучший документальный фильм»
- Специальный приз жюри МКФ «Флаэртиана» (Пермь, 2002)
- Приз «За лучший короткометражный документальный фильм» МКФ «Послание к человеку» (С-Петербург, 2002)

2002 — режиссер документальных фильмов «Московские каникулы. Home video»
Призы:
- Приз полномочного представителя Президента РФ XIII КФ «Россия» (Екатеринбург, 2002)
- Специальный приз Управления Верховного Комиссара ООН по делам беженцев кинофестиваля «Сталкер» (Москва, 2002)

2002 — режиссер документального фильма «Фундаменталист»
2003 — режиссер документального фильма «Кузнецы своего счастья» (Свердловская Киностудия по заказу «Первого Канала»)
Призы:
- Гран-при МКФ ВГИК (Москва, 2004);
- Приз оргкомитета МКФ ВГИК «За социальный пафос» (Москва, 2004);
- Приз киностудии им. Горького МКФ ВГИК (Москва, 2004);
- Специальный приз Жюри лучшему организатору производства МКФ ВГИК (Москва, 2004);
- Приз за лучший документальный фильм, КФ «Золотой бубен» (Ханты-Мансийск, 2004);
- Приз за лучший сценарий, КФ «Золотой бубен» (Ханты-Мансийск, 2004);
- Приз за лучшую режиссуру, IV Аудиовизуальный международный фестиваль (Баку, 2004)

Автор и режиссер трилогии «Завещание».
Фильмы-монологи о самом сокровенном в жизни каждого участника, о том, что он считает возможным оставить и в назидание и в пользование другим людям. Это как бы последняя лекция, адресованная неизвестному поколению на пределе собственной жизни.
- 2004 — «Завещание. Генрих Иваницкий»
- 2004 — «Завещание. Федор Углов»
- 2006 — «Завещание. Александр Зиновьев»

Призы: Премия «Триумф» (2006 г.)
2014 — режиссер документального фильма «В ожидании варваров».
Фильм — наблюдение за контактом современного человека с современным искусством.
2014 — режиссер-тьютор документального фильма: «Код Города: Первоуральск»
2015 — режиссер-тьютор документального фильма « Код Города: Ростов-на-Дону»
Призы:
— Гран-при лучший документальный фильм международного кинофестиваля «Золотой абрикос», Ереван 2016 г.
— Первая премия в номинации «документальное кино» КФ «Будем жить», Москва, 2016
2008 — Режиссер-постановщик 16-серийного документального фильма «И ты, Брут…», Студия «Фу-24», продюсер Джаник Фазиев, премия ТЭФИ «Лучший продюсерский проект»
2012 — режиссер-постановщик полнометражного документального фильма «Битва за Украину», автор Андрей Кончаловский, «Продюсерский центр Андрея Кончаловского»
2011/2012 — режиссер-постановщик второй группы кинокартины «Территория», КК «Андреевский флаг»
2014 — режиссер-постановщик второй группы кинокартины «А зори здесь тихие», КК «Интерфест».
2011/2015 — режиссер-постановщик полнометражного документального фильма «ПроРок», КК «Первое Кино»
2021 — автор сценария и режиссёр полнометражного художественного фильма «Подельники»
Призы:
- Премия Гильдии киноведов и кинокритиков СК РФ в номинации «Режиссёр года», 2021 г.[1]

2022 — автор сценария, режиссёр и креативный продюсер документального сериала «Дедлайн».
2023 — автор сценария и режиссёр полнометражного художественного фильма «Сломя голову».

## Телевидение
Ведущий программы «Наблюдатель», канал «Культура»

## Театр и фестивали
2010 — режиссер-постановщик спектакля «Павлик — мой Бог».
- Номинация (2011) на премию «Золотая Маска»
- гран-при фестиваля «Коляда-плейс» (Екатеринбург)
- приз за лучшую режиссуру фестиваля «Курбалесия» (Харьков).

2013, 2014, 2015 — режиссер-постановщик церемоний открытия и закрытия VII, VIII, IX кинофестиваля им. А. А. Тарковского «Зеркало».
2014 — режиссер-постановщик спектакля «S.T.A.Л.K.E.R.». Гоголь-центр.
2016 — режиссер-постановщик церемонии вручения XX Высшей юридической премии «Фемида»

## Музыкальные клипы
Группа «Смысловые галлюцинации»
- Без стюардесс.
- Последний день Земли
- Вечность встанет с нами рядом

## Режиссер рекламных роликов
Выпустил 21 рекламный ролик для компаний IKEA, P§G, Megafon

## Общественная деятельность
Президент Гильдии неигрового кино и телевидения РФ (2013—2015 гг), член правления Союза Кинематографистов России.
С ноября 2016 года вице-президент Гильдии неигрового кино и телевидения РФ.